# 张佐才
张佐才（1931年8月—），男，内蒙古通辽人，中华人民共和国政治人物，曾任内蒙古自治区政协副主席，第八届全国政协委员。